# Catriona Le May Doan
Catriona Ann Le May Doan, anomenada Catriona Le May Doan, (Saskatoon, Canadà 1970) és una patinadora de velocitat sobre gel canadenca, ja retirada, que destacà a finals de la dècada del 1990 i principis de la dècada del 2000.

## Biografia
Va néixer el 23 de desembre de 1970 a la població de Saskatoon, situada a l'estat de Saskatchewan.

## Carrera esportiva
Als 21 anys va participar en els Jocs Olímpics d'Hivern de 1992 realitzats a Albertville (França), on aconseguí finalitzar catorzena en els 500 metres i trenta-unena en els 1.000 metres. En els Jocs Olímpics d'Hivern de 1994 realitzats a Lillehammer (Noruega) fou dissetena en els 1.500 m., dinovena en els 1.000 m. i trenta-tresena en els 500 metres. En els Jocs Olímpics d'Hivern de 1998 realitzats a Nagano (Japó) aconseguí guanyar la medalla d'or en la prova dels 500 metres i la medalla de bronze en els 1.000 metres, establint en les dues proves un nou rècord olímpic. En aquests mateixos Jocs finalitzà tretzena en els 1.500 metres. En els Jocs Olímpics d'Hivern de 2002 realitzats a Salt Lake City (Estats Units) aconseguí revalidar el seu títol olímpic dels 500 metres, a més de finalitzar novena en la prova dels 1.000 metres.
En els Jocs Olímpics d'Hivern de 2010, realitzats a la ciutat de Vancouver (Canadà), fou l'encarregada d'encendre el peveter olímpic juntament amb Steve Nash, Nancy Greene i Wayne Gretzky.
Especialista en curtes distàncies i esprint, al llarg de la seva carrera ha guanyat 11 medalles en el Campionat del Món de patinatge de velocitat sobre gel, destacant cinc medalles d'or (tres sobre la distància de 500 metres i dues en esprint).

### Temps personals
| Prova   | Temps   | Seu            | Data                   |
| ------- | ------- | -------------- | ---------------------- |
| 500 m   | 37.22   | Calgary        | 9 de desembre de 2001  |
| 1.000 m | 1:14.50 | Salt Lake City | 10 de març de 2001     |
| 1.500 m | 1:57.50 | Calgary        | 16 de març de 2001     |
| 3.000 m | 4:26.98 | Calgary        | 21 de març de 2003     |
| 5.000 m | 8:14.52 | Calgary        | 19 de desembre de 1993 |